# Monet-Goyon
Pour les articles homonymes, voir MG, Monet et Goyon.

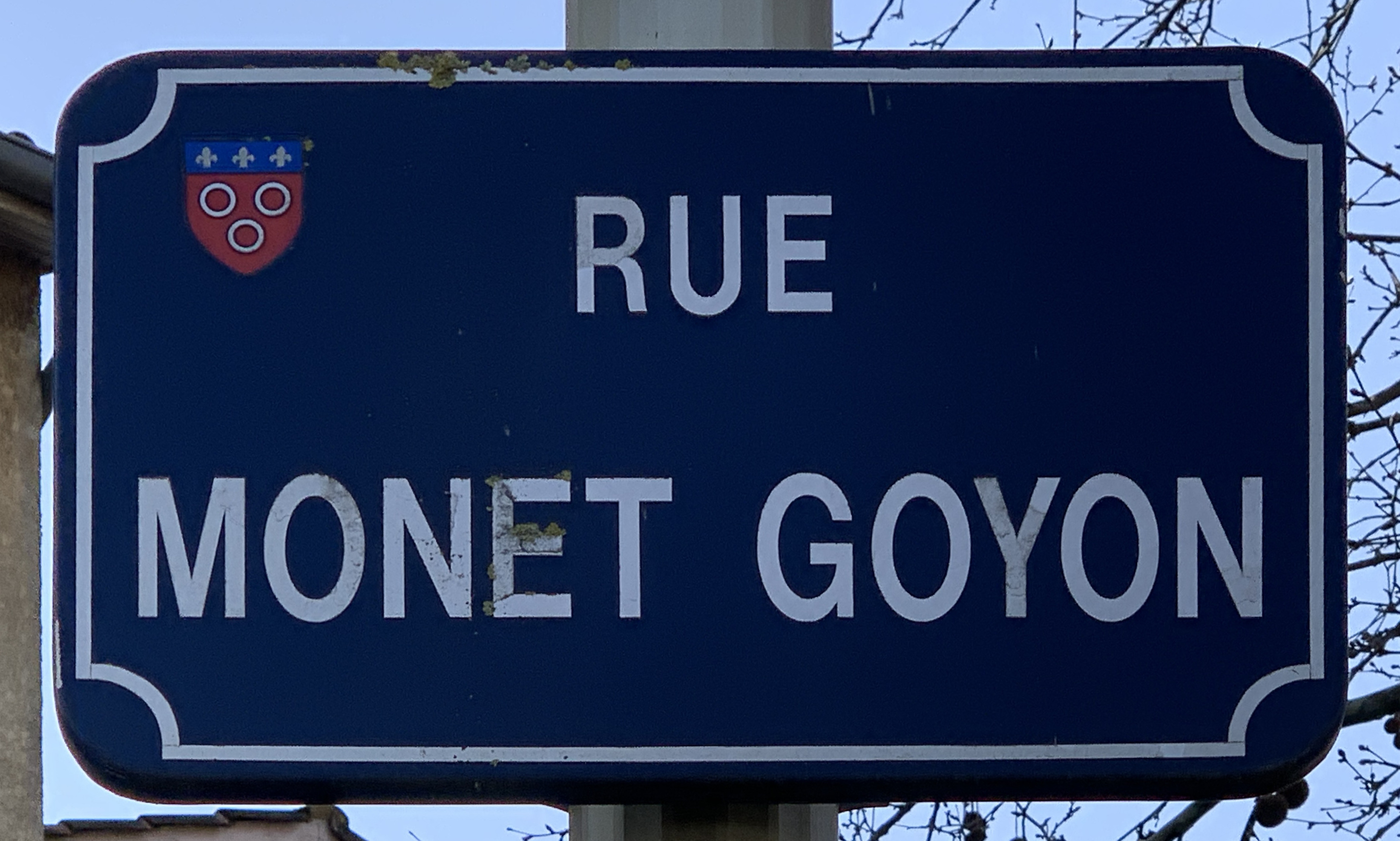
Plaque de rue Monet-Goyon à Mâcon.

Une des variantes du logo Monet & Goyon.

Monet-Goyon (MG) est une marque de motos française fondée à Mâcon en Saône-et-Loire, le 2 avril 1917 par Joseph Monet, un ingénieur, et par Adrien Goyon, un riche héritier.

## Historique
- 1916 :
  - Joseph Monet, ingénieur, et  Adrien Goyon, héritier d'une famille mâconnaise, s'associent pour fabriquer des engins sans moteur, dans le but de rendre une mobilité aux nombreux mutilés victimes de la Première Guerre mondiale[1].
- 2 avril 1917 :
  - La firme mâconnaise Monet & Goyon est créée et se spécialise dans de petits véhicules pour malades, blessés et mutilés de guerre : appelé « Le Vélocimane ».
- 1919 :
  - Premier moteur à essence de 117 cm3, monté sur une « roue motrice », fabriqué sous licence anglaise « Autowheel » ou « Auto-roue ». Il est adaptable sur tous vélos.
  - Par la suite, ce moteur sera monté sur le tricycle « l'Automouche », puis utilisé sur le « Vélauto ».
- 1922 :
  - Monet & Goyon obtient une licence pour la fabrication d'un moteur à deux temps Villiers de 270 cm3 qui remplacera le 117 cm3 sur le Vélauto, l'Automouche ainsi que sur des motos plus traditionnelles.
- 1924 :
  - Monet & Goyon sort un modèle sportif, la « ZS » à moteur Villiers de 175 cm3 à double échappement.
- 1925 :
  - Celle-ci reçoit le Villiers spécial dit « Brooklands T.T. » équipé de deux pots d'échappement dit « haricot ».
  - Cette moto reportera de très nombreux titres :
    - Champion de France de vitesse (1924, 25, 26, 27)
    - Grand Prix de France (1927, 28, 29)
    - Grand Prix de l'U.M.F. (1924, 25, 27, 29)
    - Victoires au mont Ventoux (1924, 25, 28, 29)
    - 20 records du Monde en 1924, 25 et 29.

  - Premiers moteurs MAG à quatre temps construits sous licence. Ce sont des 350 cm3 semi-culbutés.
- 1926 : 
  - Joseph Monet meurt de la tuberculose. Son frère, Marcel lui succède.
- 1927 :
  - Nouveaux moteurs 350 cm3 et 500 cm3 à quatre temps de marque MAG.
- 1929 :
  - Disparition des motos à transmission par courroie.
  - Ajout d'une 250 cm3 semi-culbutée.
- 1930 :
  - La firme rachète la marque Koehler-Escoffier, créée en 1912.
- 1931 :
  - Création d'une 350 cm3 latérale.
- 1932 :
  - Apparition des Bicyclettes à Moteur Auxiliaire (B.M.A.) de par la nouvelle loi entrée en vigueur. Monet-Goyon crée un moteur de 98 cm3 performant.
- 1935 :
  - Fabrication par Monet-Goyon pour l'armée française en 350 cm3 et 500 cm3.

- 1937 :

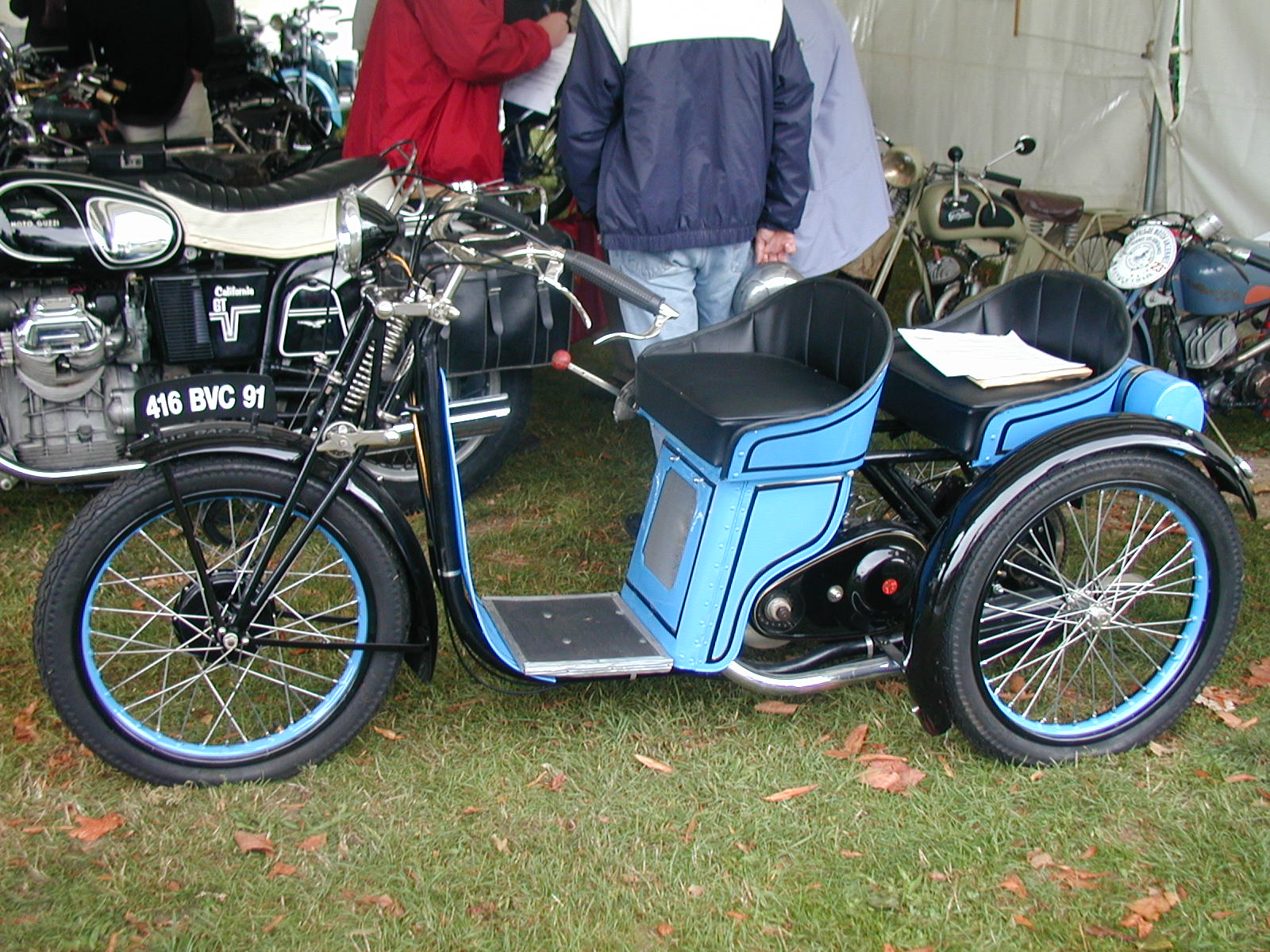
tricycle Monet-Goyon Auto-Mouche GZO de 250 cm3 de 1936. La couleur bleue n'est pas celle d'origine du modèle.

  - Apparition d'une suspension arrière, type « Champion de France » sur les 350 cm3 et 500 cm3.
- 1938 :
  - Marcel Monet meurt.
- Septembre 1939 :
  - La Seconde Guerre mondiale éclate, l'entreprise fournit des side-cars aux armées.
- 1940 :
  - Adrien Goyon, alors âgé de 82 ans, cède sa place de directeur général de la société Monet-Goyon.
- 1946 :
  - Décès du directeur technique Raymond Guiguet.
  - Adrien Goyon (PDG à 88 ans) n'a plus de véritable directeur technique à ses côtés.
  - La production est donc réduite aux 100 cm3 2-temps, 250 cm3 et 350 cm3 4-temps équipés d'une fourche télescopique.
  - Le catalogue de la marque est jugé quelque peu dépassé.
- 1950 :
  - La situation financière de l'entreprise se redresse brièvement grâce à l'arrivée du moteur 2-temps Villiers de 125 cm3.
- 1953 :
  - En janvier, Adrien Goyon meurt à 93 ans.
  - Le moteur Villiers 98 cm3 S2G - BV à deux vitesses permet à l'entreprise de se maintenir.
  - Ce succès donne un peu de répit à la firme et permet au bureau d'études de travailler sur le nouveau moteur 125 cm3.

Pour faire face à la déferlante des scooters, Monet-Goyon sort en 1953 un modèle à grandes roues, la « Starlett ». Elle est bien accueillie. Malheureusement, encore une fois, la commercialisation tarde et la qualité n’est pas au rendez-vous.
- 1954 :

Des problèmes sérieux commencent. Le dépôt de bilan est évité, mais 99 employés sont licenciés.
- 1956 :

Une nouvelle moto, la « Pullman », est proposée pour l’année.
- 1958 :
  - Signature d'un contrat avec la société Motostandard pour la fabrication de motoculteurs, de tondeuses à gazon et de moteurs légers de bateau qui portent encore le nom de « Monet-Goyon ».
- 1959 :
- Fermeture de l'usine Monet & Goyon.

## Production
Plusieurs types de motocyclettes ont été produits, avec les cylindrées suivantes:
- 100 cm3 simple échappement :
  - MG10....1932
  - M10, M11, M10D, M11D....1933 à 1935
  - M10T, M11T, M10TD, M11TD, M11S....1936
  - D1, D2....1937 à 1939
  - D2L....1940
  - D3....1939, 1940 et 1942
  - M10SP, M11SP....1936 à 1938
  - M101....1939
  - M112, M113....1939 et 1940

- 100 cm3 double échappement :
  - S1....1936 à 1939
  - S2....1937 à 1939
  - S3....1937 et 1938
  - S2L....1940
  - S3L....1939
  - PS3....1938
  - S3G S3GL....1939, 1940 et 1942
  - S3GD, S3GDS....1949 et 1953

- 112 cm3 :
  - Vélomoteur léger :
    - S2GD....1954
    - S2GL....1955

  - Starlett :
    - S2GDC....1954 et 1955
    - S2L....1955
    - S2S....1955 et 1956
    - 310, 320, 330....1957

  - Dolina :
    - 350....1957
    - Dolina....1958

  - Castor :
    - Y1, Y2....1956 1957
    - Y3....1957
    - Castor....1958

- 125 cm3 :
  - S6V....1949 à 1954
  - S6VU, S6VL....1953 et 1954
  - S6VS....1955 et 1956
  - 400(S6VS)....1957
  - S6VG, S6VG4....1954
  - S6V4....1955
  - S6V40....1955 et 1956
  - S6VR....1958 et 1959

- 147 cm3 :
  - 2HP....1923
  - Z....1924 à 1928
  - Z Sport....1924 à 1927
  - ZD....1924 à 1931
  - ZDC, MG15B, ZA2B....1932
  - P....1926 à 1930
  - ZC....1927 et 1928
  - ZA, ZCT....1929 et 1930
  - MG15, ZA2....1931
  - C15, D15....1933

- 175 cm3 :
  - Type Grand Prix....1924
  - ZS2....1925 à 1927
  - ZS3....1925 et 1926
  - ZT, T....1928
  - ZSC....1937
  - TT....1929 et 1930
  - MG17....1931 et 1932
  - MG17B....1932
  - C17D, D17D, C17, D17....1933

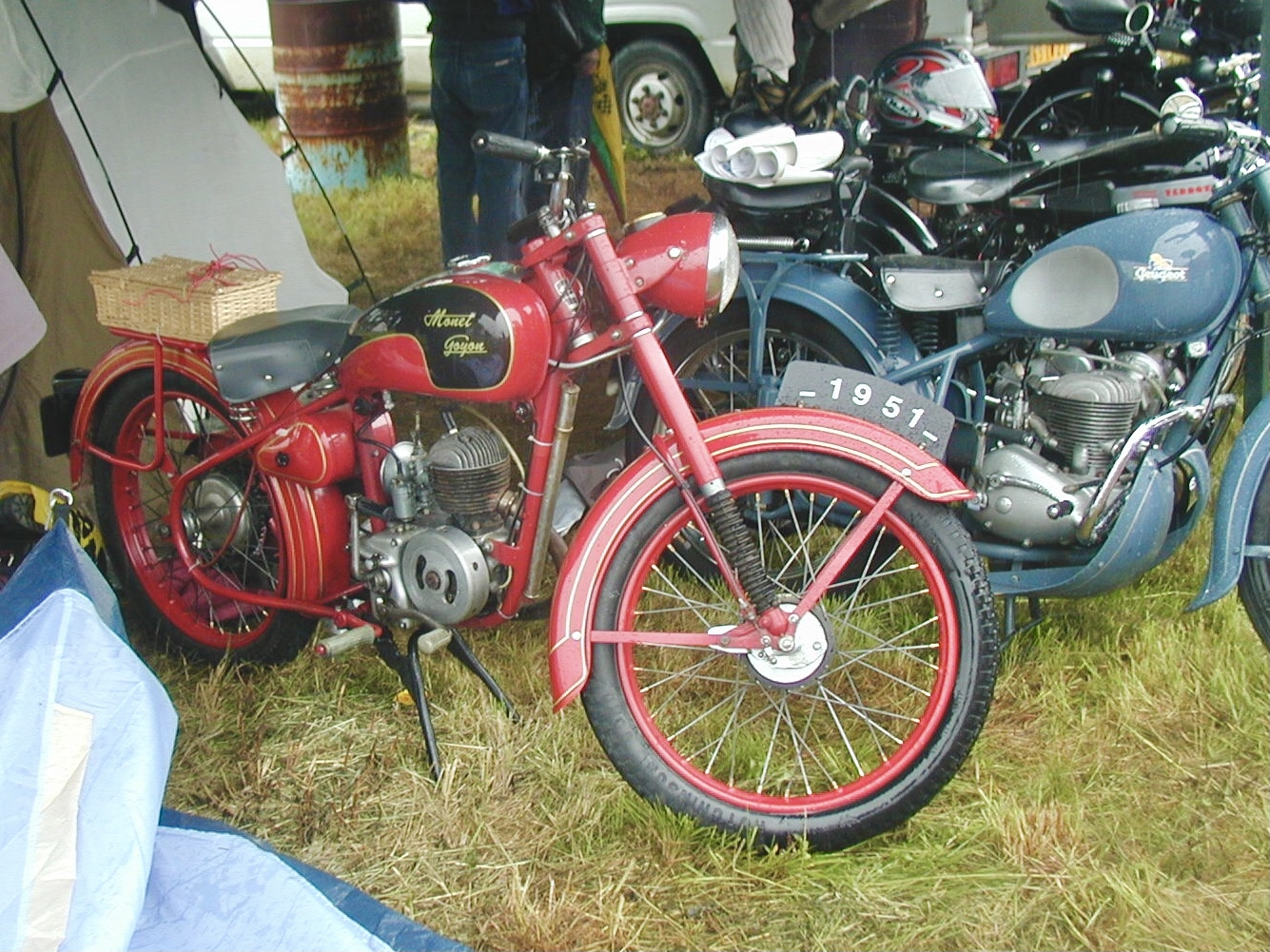
Monet-Goyon 125 S6VU, de 1951 à moteur Villiers deux temps.

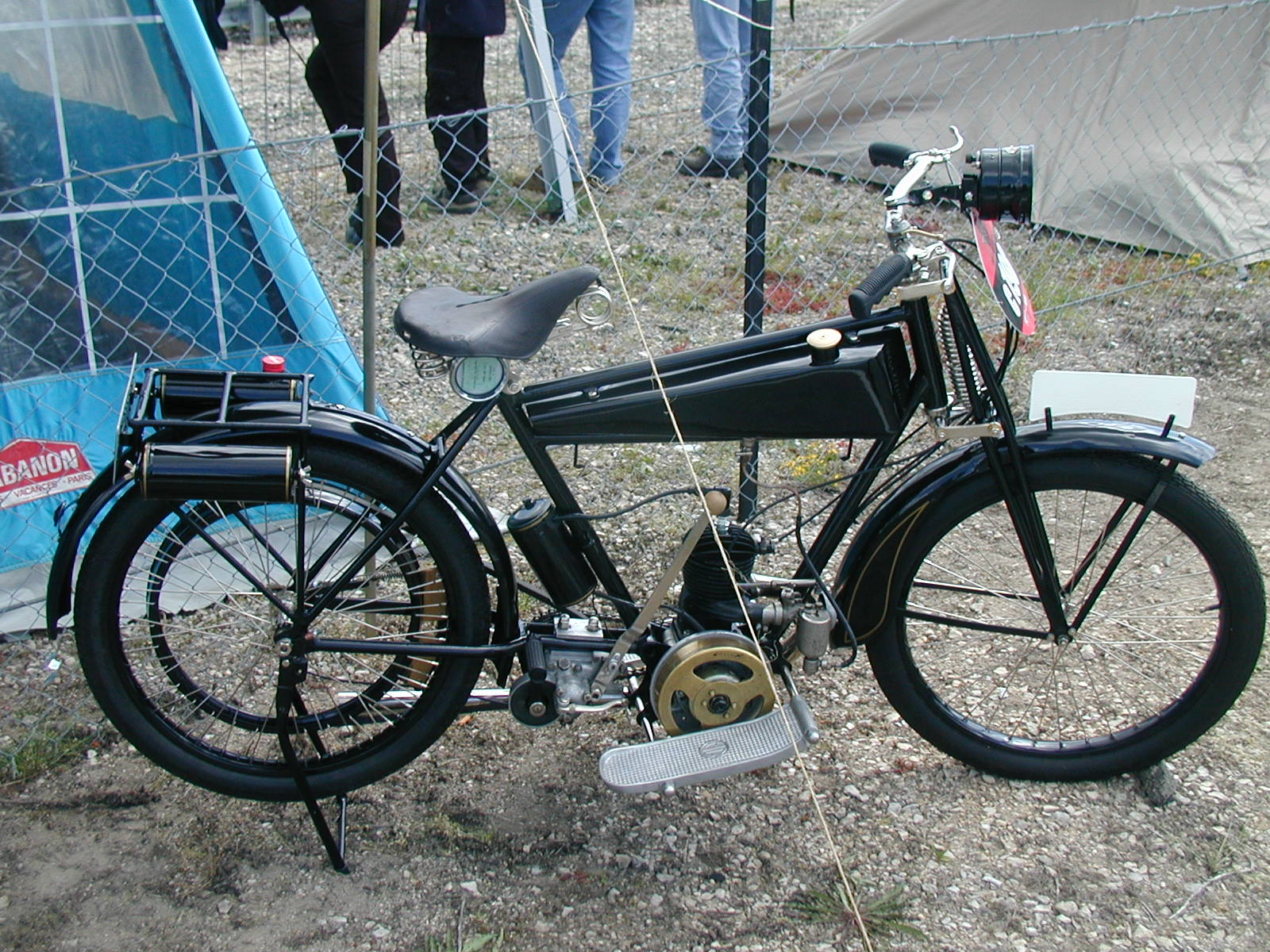
Monet-Goyon 147 Z de 1923. La couleur de la peinture n'est pas d'origine.

  - M18, M18L, M18D2, D17L....1934 à 1936
  - M18D3....1934 à 1937
  - M18T....1937 à 1939
  - S17....1936 à 1940

- 198 cm3 :
  - M2V .... 1951-1952
  - M2VD .... 1952-1955
  - MV2VT.... 1952-1955

- 232 cm3 :
  - M2VS .... 1954-1955

- 250 cm3 :
  - L....1934
  - L3, LS3, LS3S....1935 et 1936
  - AL3, AL3S....1937 à 1942
  - R4....1947

- 350 cm3 :
  - Latéral :
    - L4....1934 1936
    - L4P....1936
    - AL4....1937
    - PL4....1937 1942
    - L4L....1938 1942
    - PS47....1947

  - Culbuté :
    - LS4....1934 à 1936
    - LS4S....1935 et 1936
    - LS4C....1936
    - ALS4....1937
    - PLS4....1937 à 1942
    - LS4L....1938 à 1942

- 500 cm3 :
  - L5, LS5....1935 et 1936
  - L5A....1936 à 1938
  - L5P, LS5P, LS5S....1936
  - PL5, PLS5....1937 et 1938
  - AL5, ALS5....1937
  - L5L, LS5L....1938 à 1940
  - AL5, ALS5....1939
  - L5A1, L5A2....1939 à 1940

## Galerie

Différents modèles de Monet-Goyon.
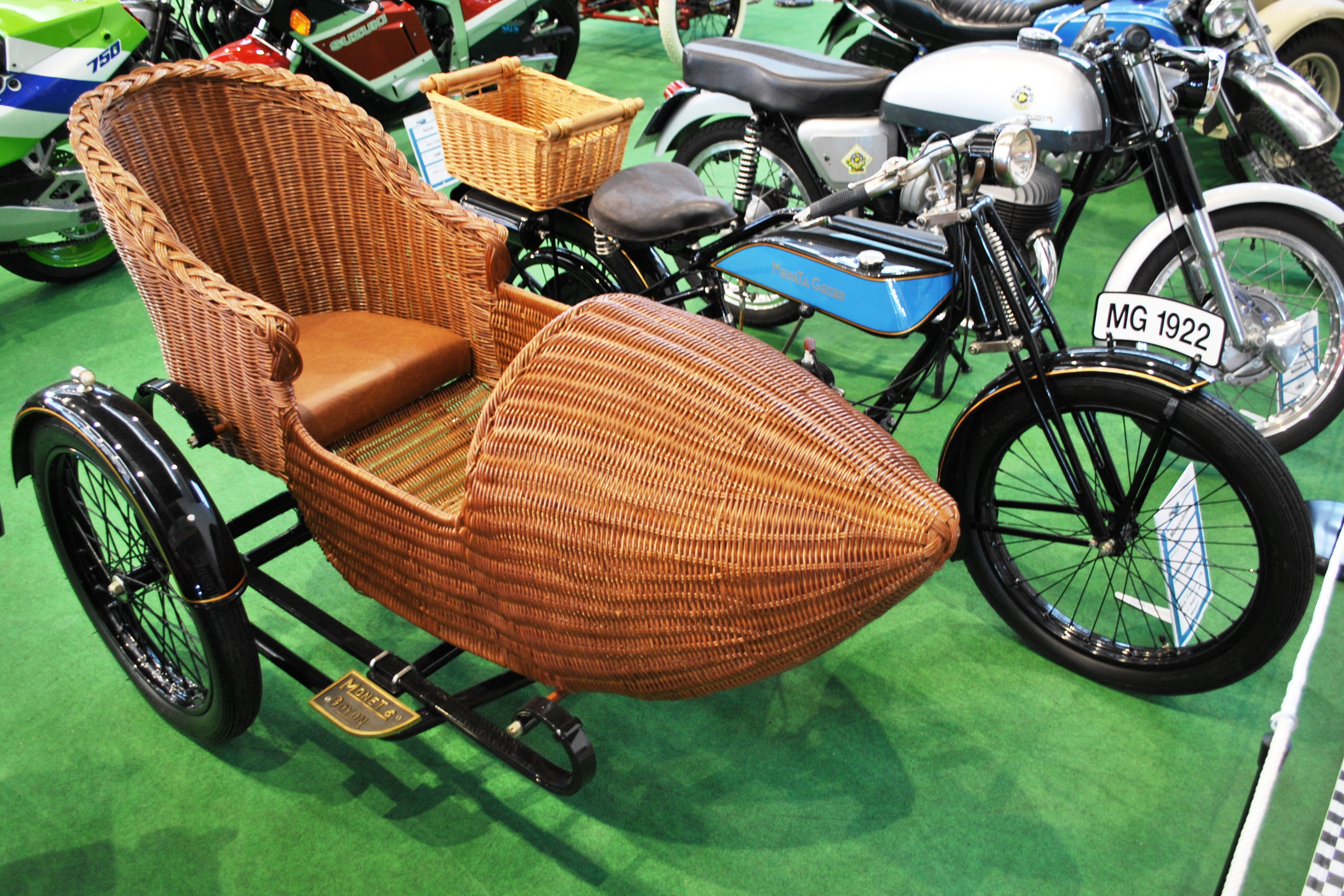
Monet-Goyon de 175 cm3 de 1922 avec un side-car en osier.
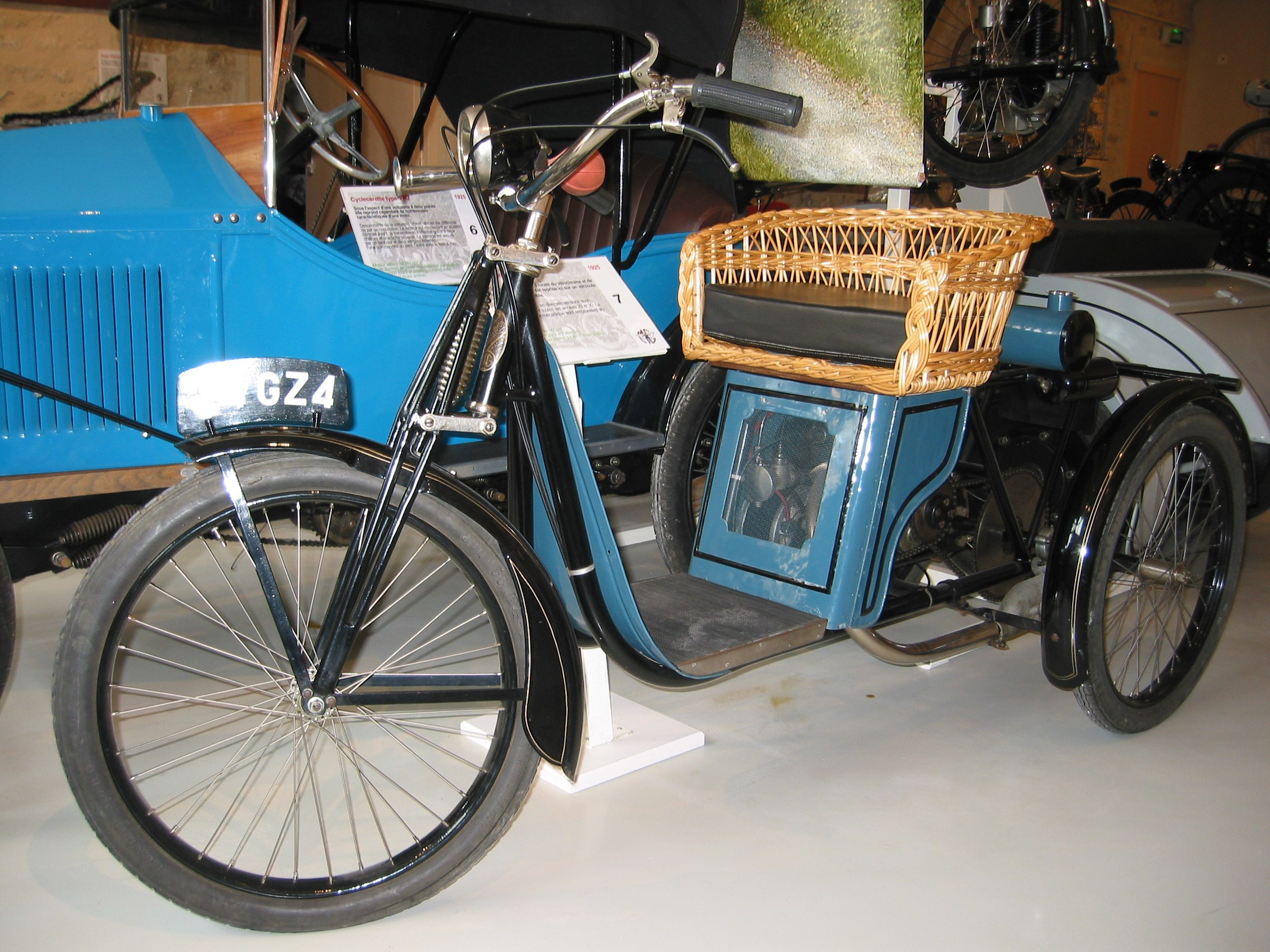
Monet-Goyon Automouche de 1925 dans la Collection Monet-Goyon à Melle dans les Deux-Sèvres.
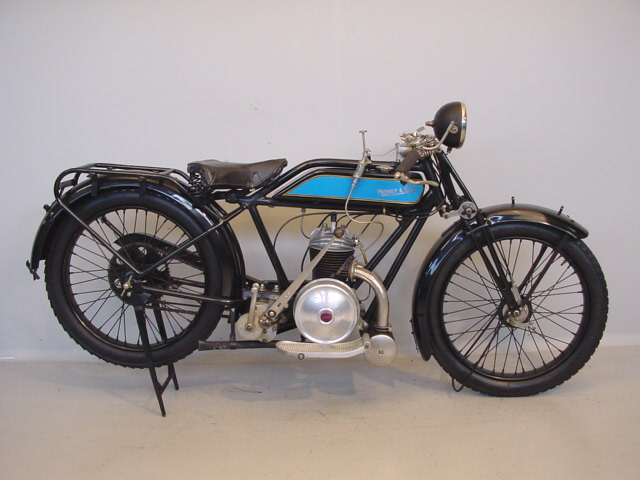
Monet-Goyon RC 4 C de 1927 dotée d'un moteur Villiers deux temps de 350 cm3.
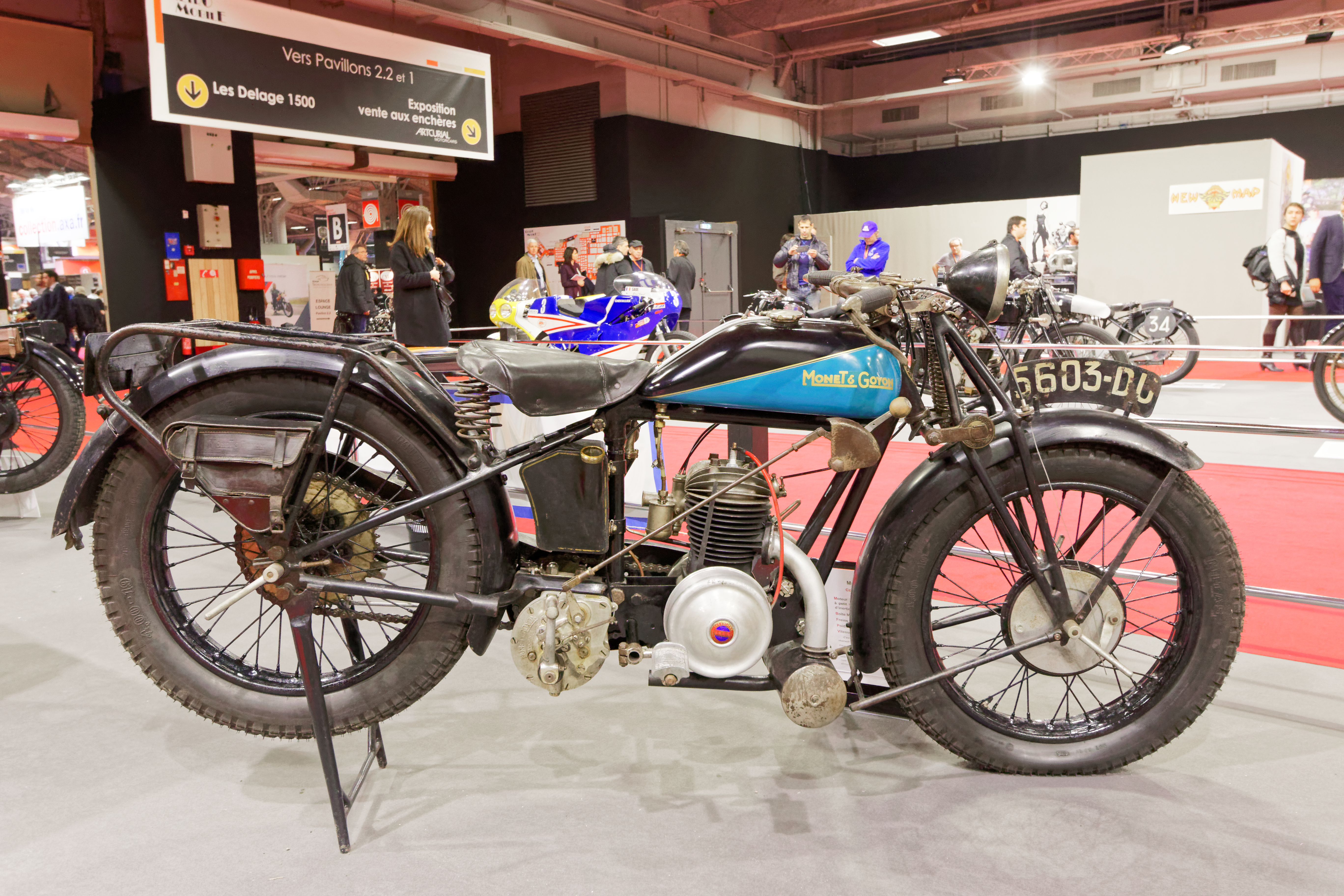
Monet & Goyon Confort type A de 1928 exposée lors du Salon Rétromobile 2017.
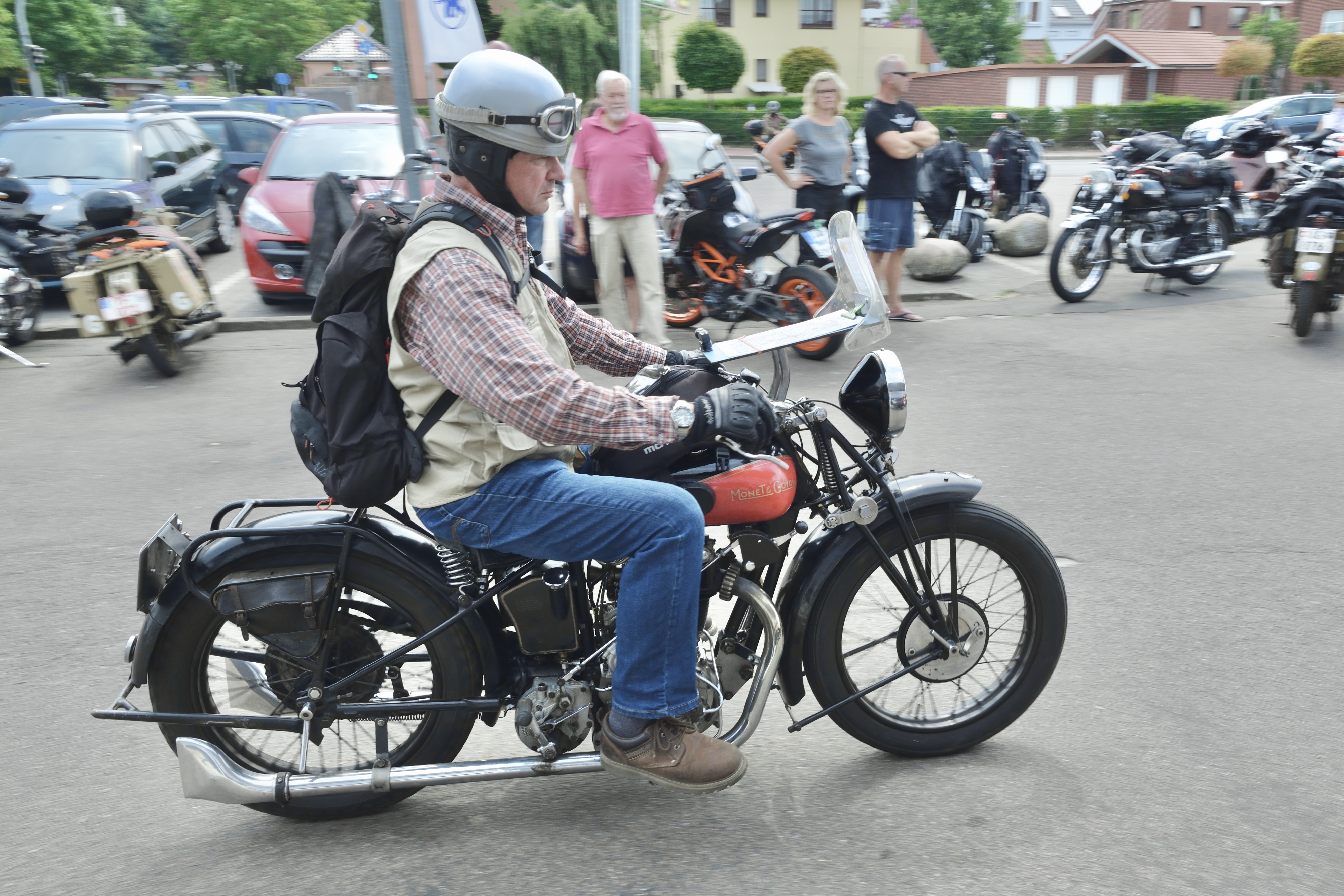
Monet-Goyon de 1929 à la 10e tournée internationale de motos anciennes VFV ADAC dans le nord de l'Allemagne.
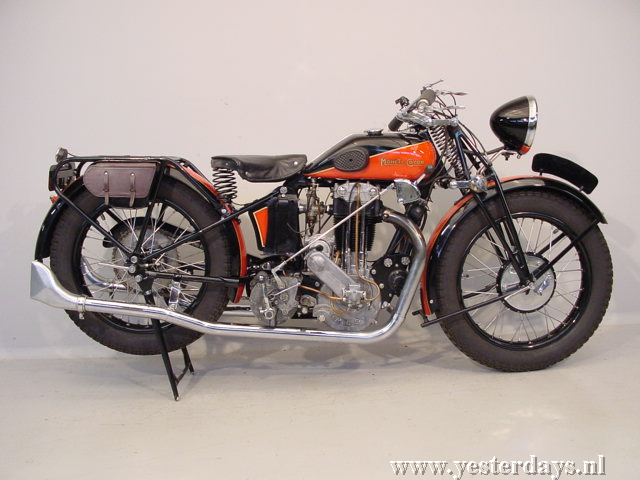
Monet-Goyon Modèle HA (500 cm3 MAG) de 1932.
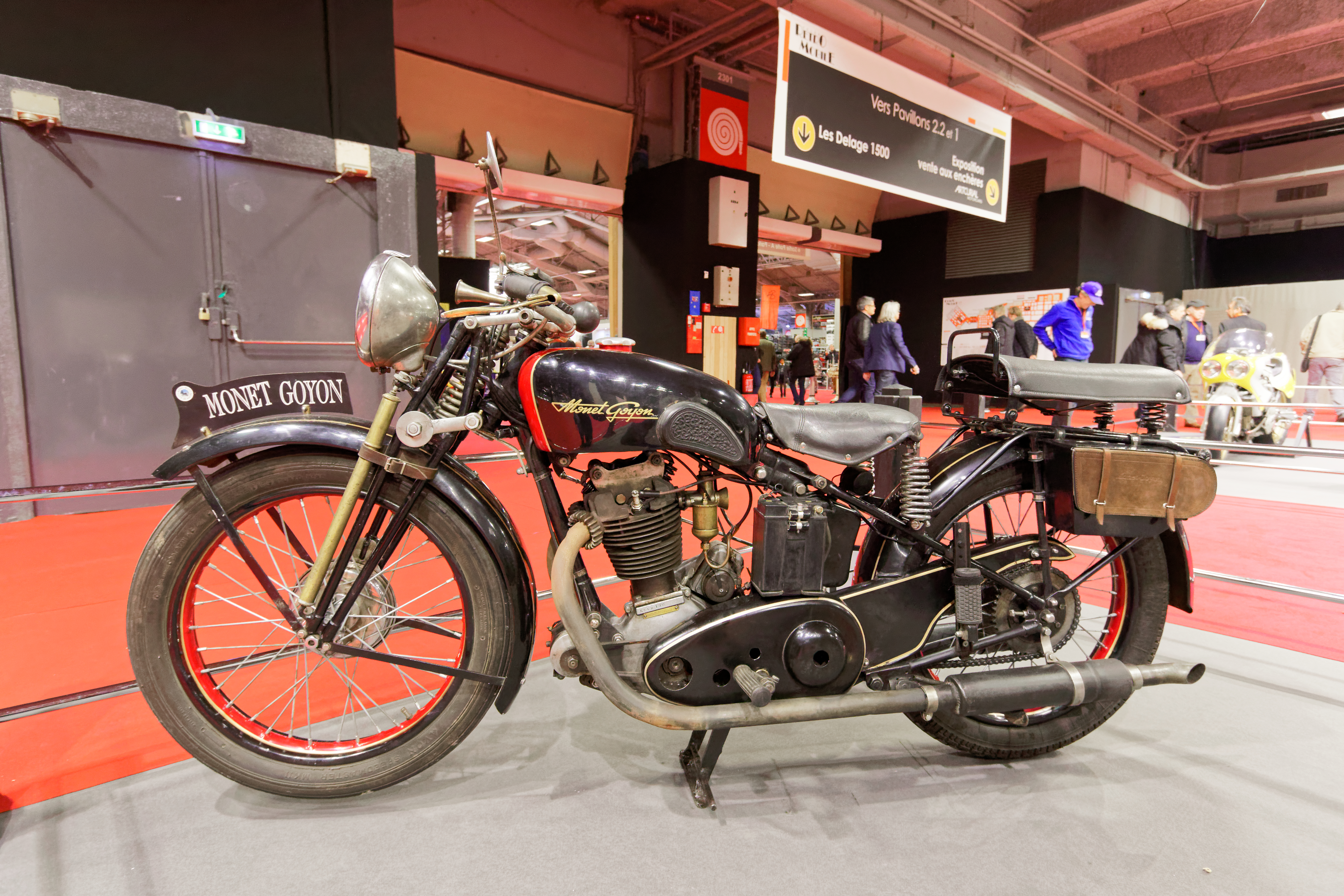
Monet & Goyon LS4 de 1936 exposée au Salon Rétromobile 2017.
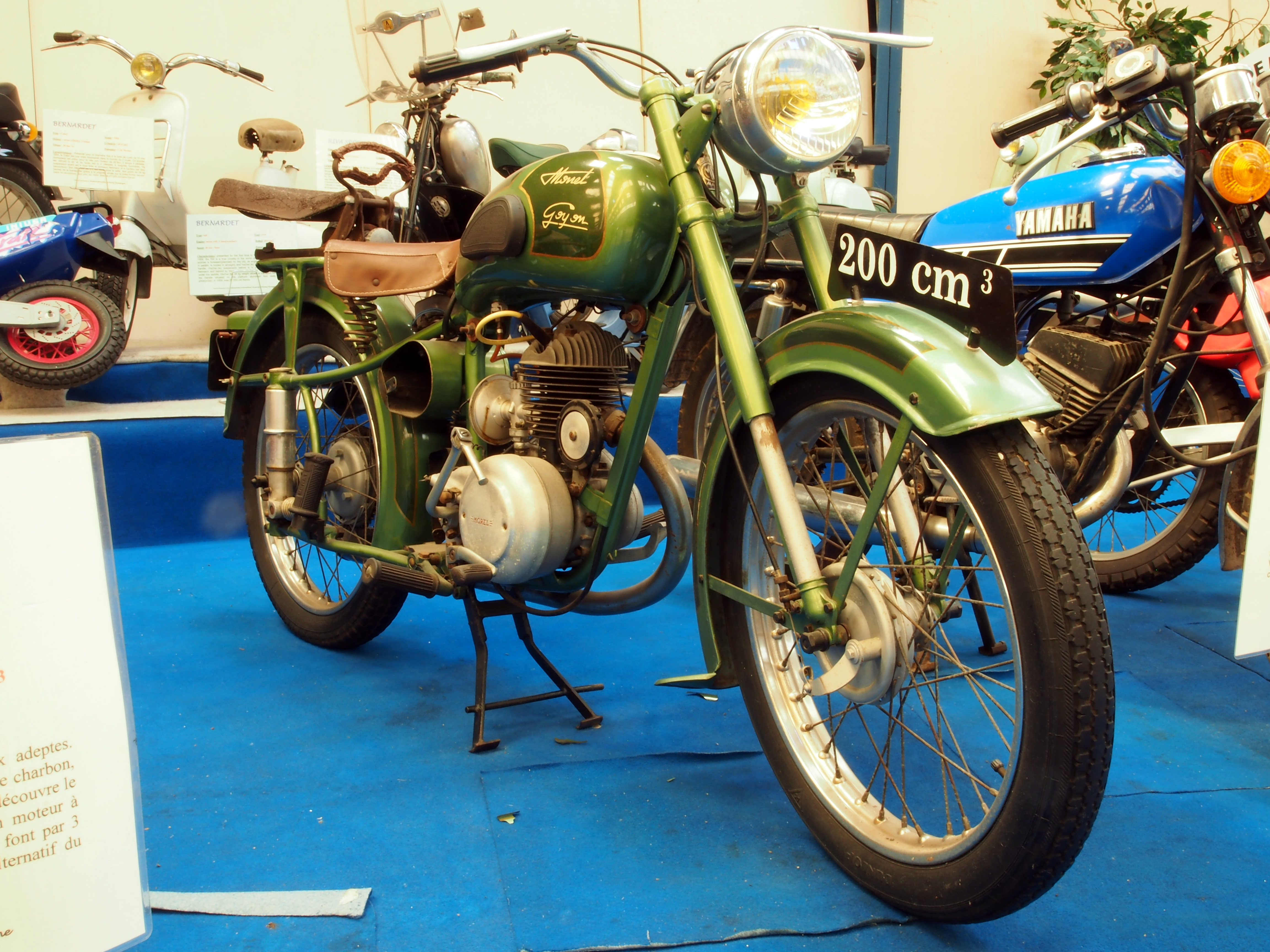
Monet-Goyon M2V de 1952.